# بوكاو دي بيدراس
بوكاو دي بيدراس بلدية في ولاية مارانهاو في المنطقة الشمالية الشرقية من البرازيل.